# Feldsperling

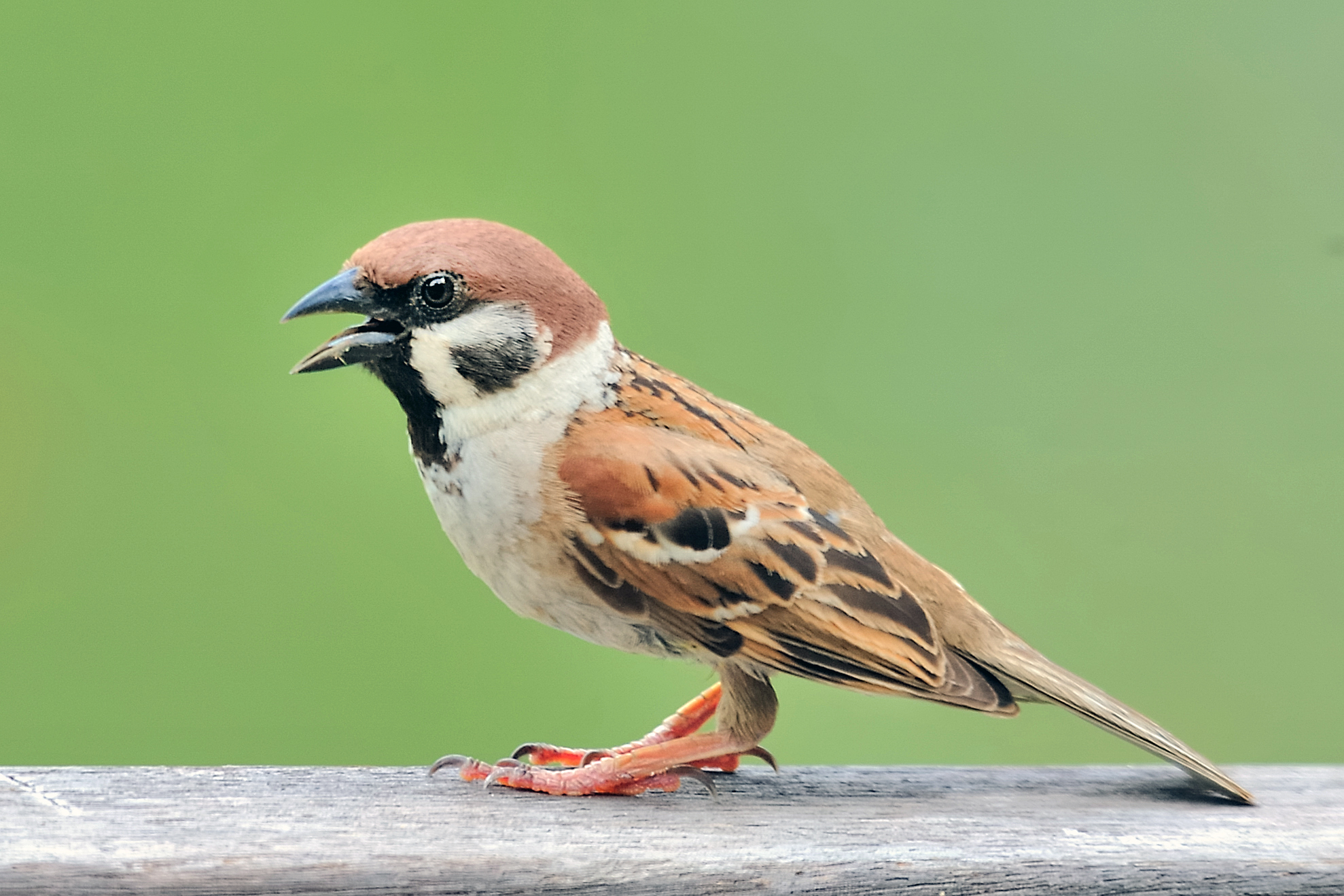
Feldsperling

Der Feldsperling oder Feldspatz (Passer montanus) ist eine in Eurasien weit verbreitete Vogelart in der Familie der Sperlinge (Passeridae). Er ist etwas kleiner als der Haussperling und im Westen der Paläarktis weniger an den Menschen angepasst und deutlich scheuer. In Mitteleuropa fehlt er in der Regel im Innenbereich von Dörfern und Städten als Brutvogel, dagegen ist er in einigen Regionen des Mittelmeerraums und Asiens ein ausgesprochener Stadtvogel und besetzt dort die ökologische Nische, die in anderen Regionen der Haussperling einnimmt.
Der Feldsperling brütet in Gehölzen, Obstgärten, Alleen und Gärten in der Nähe von landwirtschaftlichen Nutzflächen oder Siedlungen. Das Nest befindet sich in Baumhöhlen, Mauernischen, Felsspalten, Nistkästen oder zwischen Kletterpflanzen an Mauern und unter Dächern.

## Erscheinungsbild
Der Feldsperling ist bis 14 Zentimeter groß und wiegt 20 bis 24 Gramm. Die Flügellänge beträgt bei Männchen zwischen 6,8 und 7,4 Zentimeter, bei den Weibchen zwischen 6,6 und 7,1 Zentimeter. Auf den Schwanz entfallen beim Männchen 4,8 bis 5,8 Zentimeter, bei den Weibchen dagegen misst dieser zwischen 5 und 5,6 Zentimeter. Es besteht insgesamt kein auffälliger Sexualdimorphismus.
Der Feldsperling ist etwas sauberer gezeichnet als der Haussperling und ist insgesamt etwas kleiner und schlanker als dieser. Der Oberkopf und der Nacken sind braun, die Kehle trägt einen kleinen schwarzen Kehlfleck. Die Wangen sind weiß mit einem schwarzen Fleck in der Ohrengegend. Das helle Halsband ist im Nacken fast geschlossen. Die Körperoberseite ist bräunlich mit dunkleren Längsstreifen, die besonders am Rücken und an den Schultern auffallen. Der Bürzel ist gelbbräunlich, der Bauch und die Brust sind braungrau. Die Flügel tragen zwei weiße Binden.
Jungvögel gleichen den adulten Vögeln, sind aber auf dem Oberkopf mehr graubraun. Die Körperoberseite ist blasser mit grauen Längsstreifen, der Wangen- und der Kehlfleck sind bei ihnen noch rußgrau. Sie durchlaufen die Vollmauser etwa fünf bis acht Wochen nach dem Flüggewerden und zeigen nach durchschnittlich 77 Tagen ihr erstes adultes Gefieder. Die Nestlinge sind zunächst nackt. Sie haben eine rosa Haut, auch der Rachen und die Zunge sind rosa. Die Schnabelwülste sind bei ihnen blassgelb.

## Lautäußerungen
Der Ruf des Feldsperlings ist dem des Haussperlings ähnlich, jedoch sind die Rufe leiser und vielfach auch weicher als beim Haussperling. Zu den typischen Lautäußerungen gehören ein hölzernes tek tek tek und helle zwit-Laute, die von denen des Haussperlings gut unterscheidbar sind. Der Gesang ist ein rhythmisches Tschilpen, das lautmalerisch mit tsche tsche umschrieben wird.

## Verbreitungsgebiet

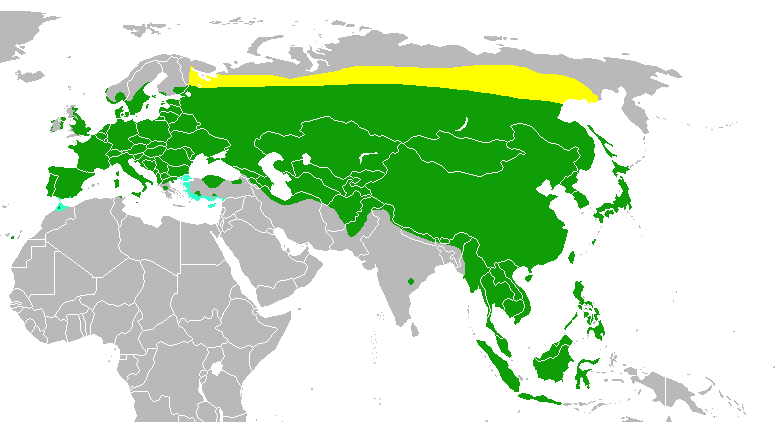
Verbreitung des Feldsperlings

Der Feldsperling kommt in Europa und Asien vom Atlantik bis zum Pazifik vor. In Europa fehlt er in Island, in Teilen Schottlands und Irlands sowie weiten Teilen Skandinaviens und Finnlands; auch weite Teile Griechenlands und Teile Kleinasiens werden nicht besiedelt. In Asien ist er dagegen sehr weit verbreitet und fehlt nur im Südwesten und in weiten Teilen des indischen Subkontinents. Zu seinem äußersten südlichen Verbreitungsgebiet gehören der Norden Afrikas, Iran, Afghanistan, die Malaiische Halbinsel und der Westen Indonesiens. Er ist überwiegend ein Standvogel, allerdings gibt es im Winterhalbjahr bei einigen Populationen eine südwärts gerichtete Wanderbewegung. Die Bestandsdichte steigt deshalb im Winterhalbjahr im Norden Afrikas, im Süden Europas, der Türkei und im Norden des indischen Subkontinents an. Eine kleine Zahl überquert von September bis Mitte November die Straße von Gibraltar, um in Nordafrika zu überwintern. Der Rückflug erfolgt im Zeitraum März bis April.
In Mitteleuropa ist der Feldsperling ein verbreiteter und häufiger Brutvogel des Tieflands. In Afrika ist er als Brutvogel verhältnismäßig selten: Brutvorkommen sind begrenzt auf einige wenige Paare in Marokko; in Tunesien werden seit 1974 jährlich fünf bis zehn Brutpaare gezählt. In Algerien und Ägypten sind Feldsperlinge lediglich Irrgäste.
Der Feldsperling ist in mehreren Ländern eingeführt worden. Er zählt heute zum Brutvogelbestand in Nordamerika, im Westen von Mikronesien, auf den Philippinen und in Australien.
Der Feldsperling wurde außerhalb seines ursprünglichen Verbreitungsgebiets eingeführt, konnte sich aber nicht immer etablieren. Er wurde erfolgreich auf Sardinien, auf den Kanarischen Inseln, im östlichen Indonesien, auf den Philippinen und im Westen Mikronesien eingeführt, aber in Neuseeland und Bermuda hat er sich nicht etablieren können. Mit dem Schiff eingeführte Vögel besiedelten Borneo. In Nordamerika hat sich eine Population von etwa 15 000 Vögeln in der Gegend von St. Louis und den angrenzenden Teilen von Illinois und dem südöstlichen Iowa mit einem Verbreitungsgebiet von etwa 22 000 Quadratkilometern etabliert. Diese Feldsperlinge stammen von 12 Vögeln ab, die aus Deutschland eingeführt und Ende April 1870 im Rahmen eines Projekts zur Bereicherung der nordamerikanischen Avifauna freigelassen wurden.
In Australien ist der Feldsperling in Melbourne, in Städten in Zentral- und Nord-Victoria und in einigen Städten in New South Wales zu finden.

## Lebensraum und allgemeine Lebensweise

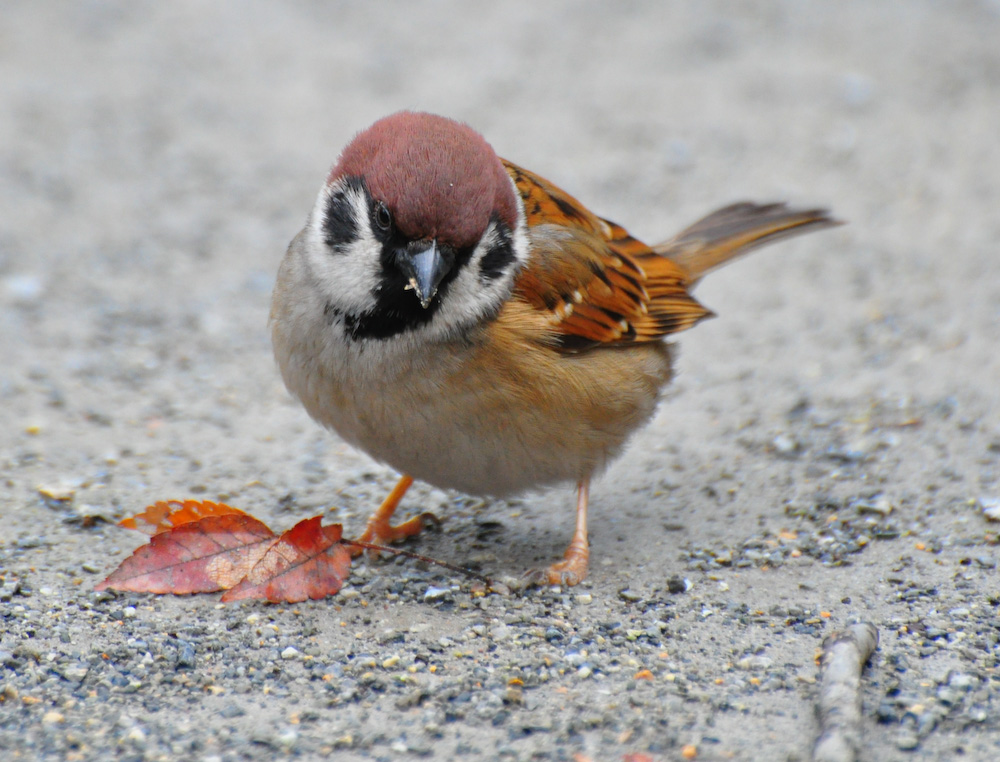
Feldsperling in Japan

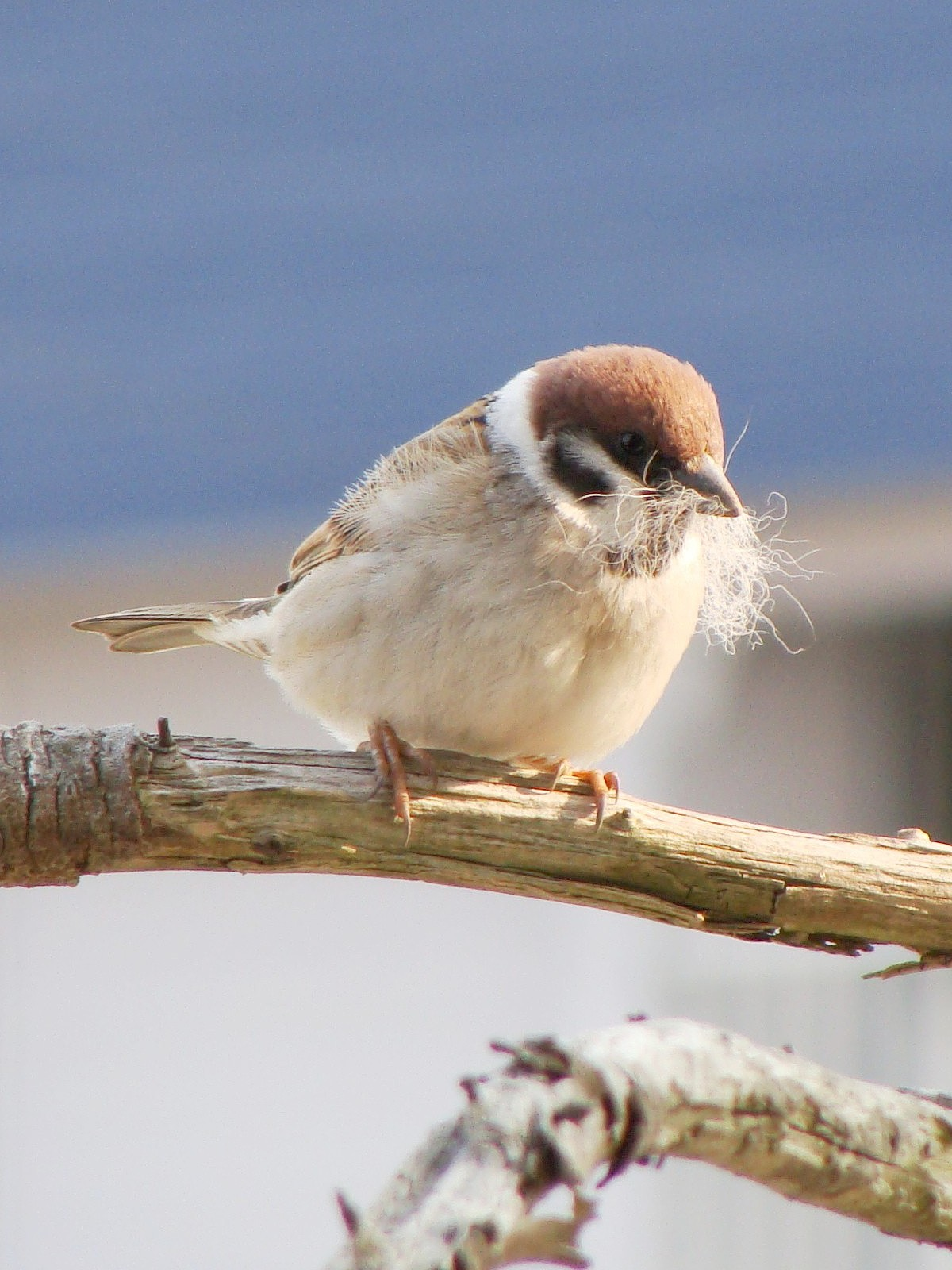
Feldsperling in Japan mit Nistmaterial

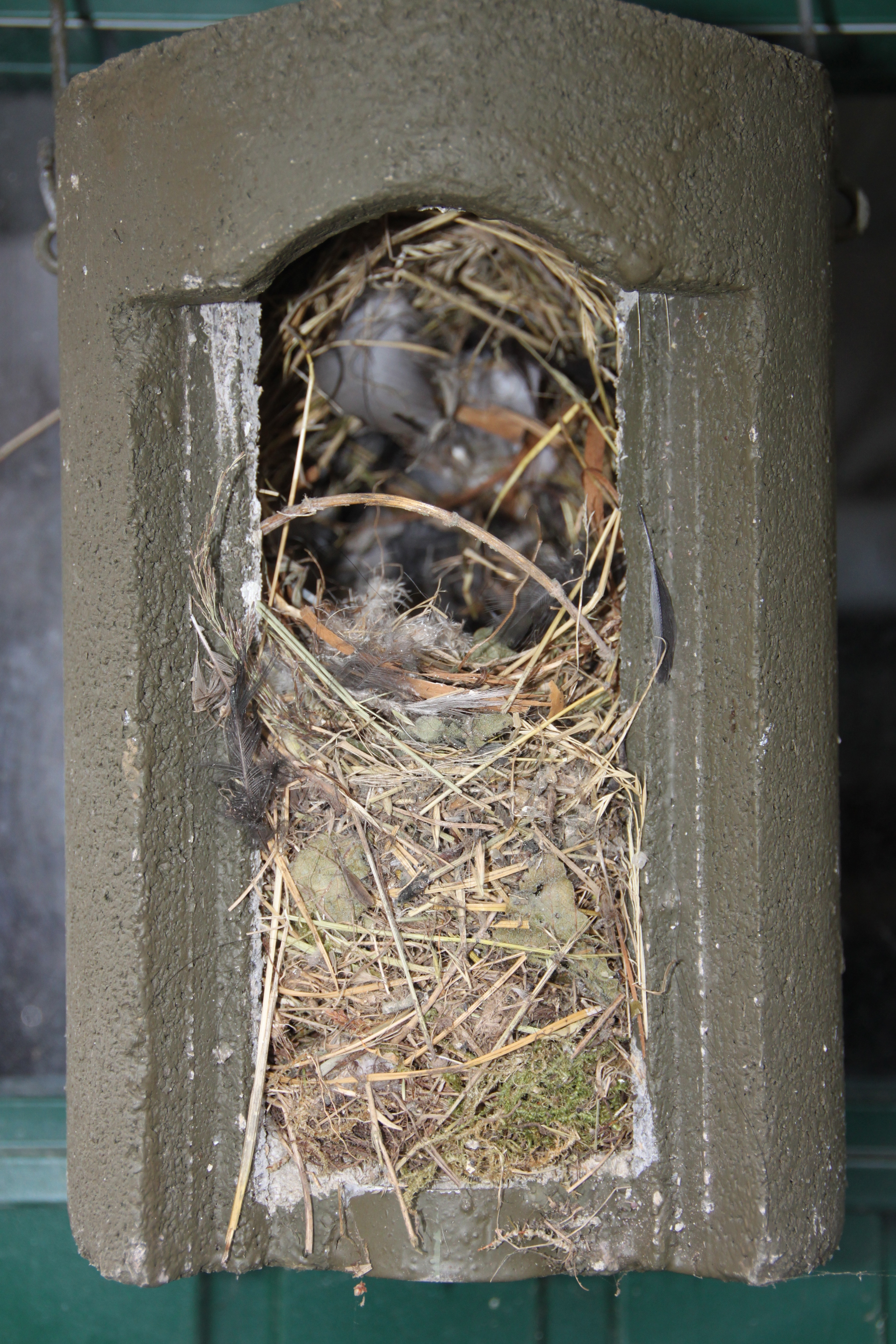
Nest im geöffneten Nistkasten (2 Bruten hintereinander), Deutschland

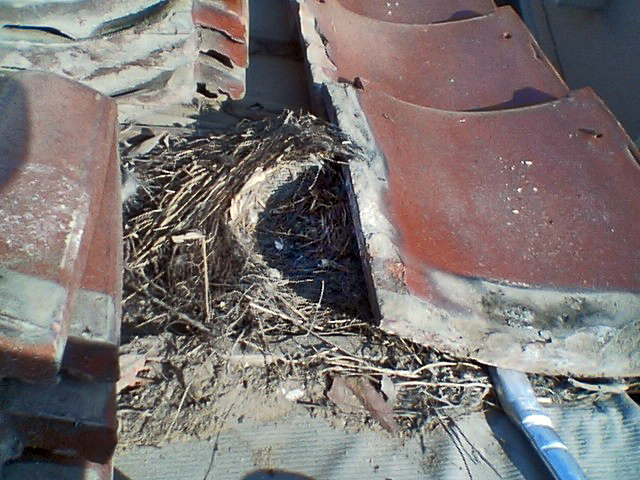
Nest unter Dachziegel, Japan

Der Lebensraum sind schütter bewaldete Regionen, Waldränder, Feldränder, Hecken, Alleen, Gärten und der Randbereich von Siedlungen. Insbesondere im Westen Europas ist der Feldsperling ein weniger ausgeprägter Kulturfolger als der Haussperling. Er dringt in Deutschland aber zunehmend in Städte und Dörfer vor und besetzt dort die Nische des seltener werdenden Haussperlings.
Der Feldsperling ist ein gesellig lebender Vogel, der sich außerhalb der Fortpflanzungszeit zu Trupps zusammenschließt, die aus einigen wenigen bis zu mehreren tausend Individuen bestehen können. Diese Trupps nomadisieren in Gebieten, die bis zu 100 Quadratkilometer groß sind. In dieser Zeit ist der Feldsperling häufig mit Haus- und Weidensperling sowie Finken und Ammern vergesellschaftet. Ausgedehnte Staubbäder gehören zu dem typischen Komfortverhalten von Feldsperlingen. Die Stelle, an der sie ihr Staubbad nehmen, wird häufig aggressiv gegenüber Artgenossen verteidigt.

## Nahrung
Die Nahrung besteht hauptsächlich aus Samen von Gräsern, Kräutern und Getreide. Die Nahrung wird überwiegend vom Boden aufgenommen. Gras- und Getreidesamen werden jedoch auch aus den Ähren gepickt, während die Feldsperlinge auf den Halmen sitzen. Alternativ biegen sie die Ähren auf den Boden und picken dann die Samen heraus. Sie fressen außerdem gelegentlich auch Knospen und Beeren und suchen im menschlichen Abfall nach Nahrung. Die Jungen werden mit Insekten gefüttert.

## Brutpflege

### Paarbindung
Feldsperlinge sind überwiegend monogame Vögel, eine einmal eingegangene Paarbeziehung besteht, bis einer der beiden Partnervögel stirbt. Einige wenige Männchen sind dagegen polygam, sie verpaaren sich gewöhnlich mit den Weibchen in der Nähe ihres Nestes, deren Partnervogel gestorben ist. Feldsperlinge brüten sehr häufig in lockeren Kolonien, dabei ist die Koloniegröße maßgeblich von den verfügbaren Neststandorten abhängig. Verteidigt wird die unmittelbare Nestumgebung. Feldsperlinge sind überwiegend Höhlen- und Nischenbrüter, sie bauen gelegentlich jedoch auch Freinester. Die Balz beginnt mit der Besetzung eines Brutplatzes durch die Männchen. Das unverpaarte Männchen wirbt mit aufgeplustertem Gefieder im engeren Nestbereich. Bekundet ein Weibchen Interesse, zeigt ihm das Männchen den Nistplatz, indem es mit trockenen Halmen im Schnabel einschlüpft. Das Weibchen folgt dem Männchen durch kurzes Einschlüpfen und prüft den Nistplatz.
Das Nest ist ein Kugelbau oder ein unordentlicher Napf, der aus Halmen, Stängeln, Wurzeln und Blättern errichtet wird. Die Nistmulde wird mit Federn und Haaren ausgekleidet. Am Bau des Nestes sind beide Elternvögel gleichermaßen beteiligt. Das Nest wird in der Regel innerhalb von fünf Tagen errichtet, die Partnervögel kehren alle zwei bis sechs Minuten mit Baumaterial zum Niststandort zurück.
In Deutschland kommt es in verschiedenen Gebieten häufig zu Bruten in Rohrtraversen von Mittelspannungsmasten, wobei die Anzahl in letzten Jahren wegen der allgemeinen Intensivierung der Landwirtschaft und Abbau von Mittelspannungsmasten wieder seltener werden. In der Schweiz sind Bruten in Verstrebungsrohren von Hochspannungsmasten bekannt. Bruten sonst meist in Höhlen, in Europa meiste Baumhöhlen. Auch Nistkästen, Mauerlöcher, Felshöhlen und unter Dächern werden genutzt. Ausnahmen sind Brutplätze in Erdlöchern von Uferschwalben, Mehlschwalbennestern und großen Nestern von Großvögeln wie Weißstorch. Selten kommt es zu Bruten in dichten Bäumen und Sträuchern.

### Brutverlauf

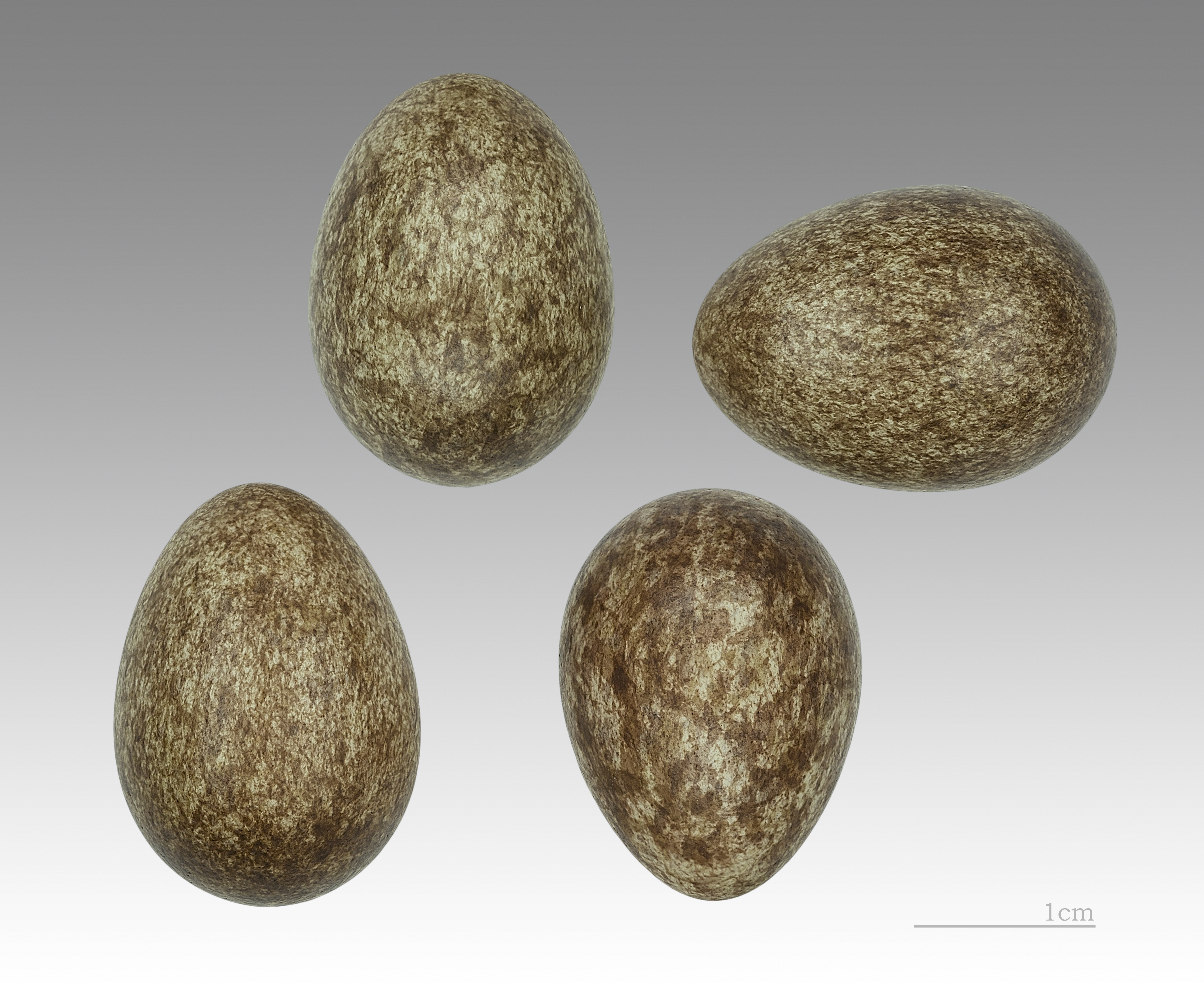
Passer montanus

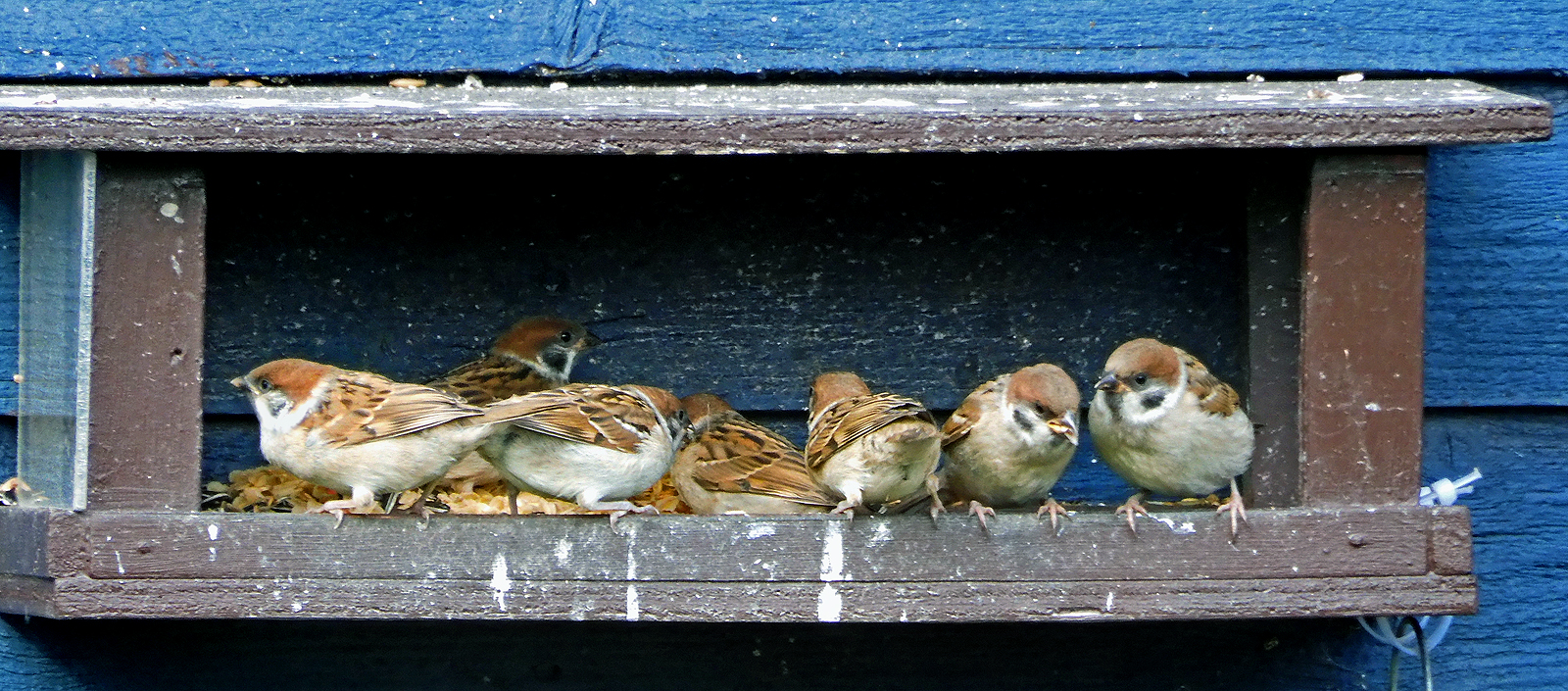
Feldsperlinge sind sehr soziale Vögel

Die Brutperiode beginnt in Mitteleuropa ab Mitte April bis Anfang Mai. Feldsperlinge ziehen gewöhnlich zwei oder drei Jahresbruten groß.
Das Gelege der Feldsperlinge besteht aus vier bis sechs Eiern, in seltenen Ausnahmen kann das Gelege auch neun Eier umfassen. Die Eier sind spindelförmig mit einer glatten Schale, die schwach glänzt. Die Eier sind kleiner als beim Haussperling und weniger variabel als bei dieser Art gefärbt. Auf weißem oder blassgrauen Grund weisen sie dunkelbraune, gelegentlich auch violette oder gräuliche Punkte und kleine Kleckse auf. Die Fleckung ist gelegentlich so dicht, dass die Grundfarbe der Schale nicht mehr auszumachen ist. Der stumpfe Pol des Eis ist dabei gewöhnlich am dunkelsten gezeichnet.
Beide Elternvögel brüten, allerdings ist der Anteil des Weibchens am Brutgeschäft höher. Die Brut wird gewöhnlich nach der Ablage des letzten Eis aufgenommen, die Brutdauer beträgt zwischen 11 und 14 Tagen. Die Nestlinge sind Nesthocker, die von beiden Elternvögeln versorgt werden. Der weibliche Elternvogel hudert die Jungen während der ersten acht Lebenstage.
Die Augen der zunächst blinden Nestlinge öffnen sich am fünften Lebenstag, am 10. Lebenstag kommen sie zum Nesteingang, um Futter entgegenzunehmen. Während der ersten vier bis fünf Tage werden sie von den Elternvögeln ausschließlich mit Insekten gefüttert, danach erhalten sie auch zunehmend pflanzliche Nahrung. Mit einem Lebensalter von 15 bis 20 Tagen sind die Jungvögel flügge. Überlappen sich die Bruten, versorgt das Männchen die Erstbrut, während das Weibchen auf dem zweiten Gelege sitzt und brütet. Feldsperlinge brüten das erste Mal, wenn sie ein Alter von einem Jahr erreicht haben.

## Fressfeinde und Mortalitätsursachen
Zu den wichtigsten fliegenden Fressfeinden des Feldsperlings zählen der Sperber und der Waldkauz, eine untergeordnete Rolle spielen der Mäusebussard, der Wanderfalke und der Turmfalke. Unter den Säugetieren ist die Hauskatze der stärkste Prädator, aber auch Wiesel, Marder, Eichhörnchen und selbst Mäuse fressen Nestlinge oder Eier.
Es gibt mehrere Studien zum Reproduktionserfolg von Feldsperlingen, die aber zu sehr unterschiedlichen Ergebnissen gekommen sind: Nach ihnen zieht ein Paar Feldsperlinge zwischen 1,2 und 8 Jungvögel pro Jahr groß.

## Bestand und Bedrohung
Die IUCN stuft den Feldsperling als nicht gefährdet (least concern) ein. Der weltweite Bestand wird auf ca. 190 Mio. bis 310 Mio. Individuen geschätzt und aufgrund von moderaten Rückgängen insbesondere in Europa als insgesamt abnehmend eingeschätzt. Im europäischen Langzeittrend von 1980 bis 2023 des „PanEuropean Common Bird Monitoring Scheme“ weist der Feldsperling einen Rückgang um 59 % auf.
In Deutschland kam es in den letzten Jahren, insbesondere ab 2020, zu einem massiven Zusammenbruch der Bestände von Feldsperlingen. Die Ursachen sind bislang ungeklärt, aber Gegenstand wissenschaftlicher Untersuchungen, die etwa das hierfür gegründete „Netzwerk Feldsperling“ durchführt. In der Roten Liste der Brutvögel Deutschlands von 2020 wird die Art wie bereits 2015 auf der Vorwarnliste geführt.

## Der Spatz als Schädling
Der frühere Ruf des Sperlings als Schädling ist vor allem auf seine Vorliebe für Körner zurückzuführen. Auch war der Spatz bis zum Beginn des 20. Jahrhunderts weit zahlreicher als heute. Dies führte beispielsweise Mitte des 20. Jahrhunderts dazu, dass auf Anordnung von Mao Zedong als sogenannte „Große Spatzenkampagne“ allein in Peking innerhalb von drei Tagen fast eine halbe Million Feldspatzen gefangen und getötet wurden. Die anschließende Insektenflut musste bekämpft werden, indem man viele Spatzen aus Russland importierte.

## Unterarten
Es werden 10 Unterarten anerkannt:

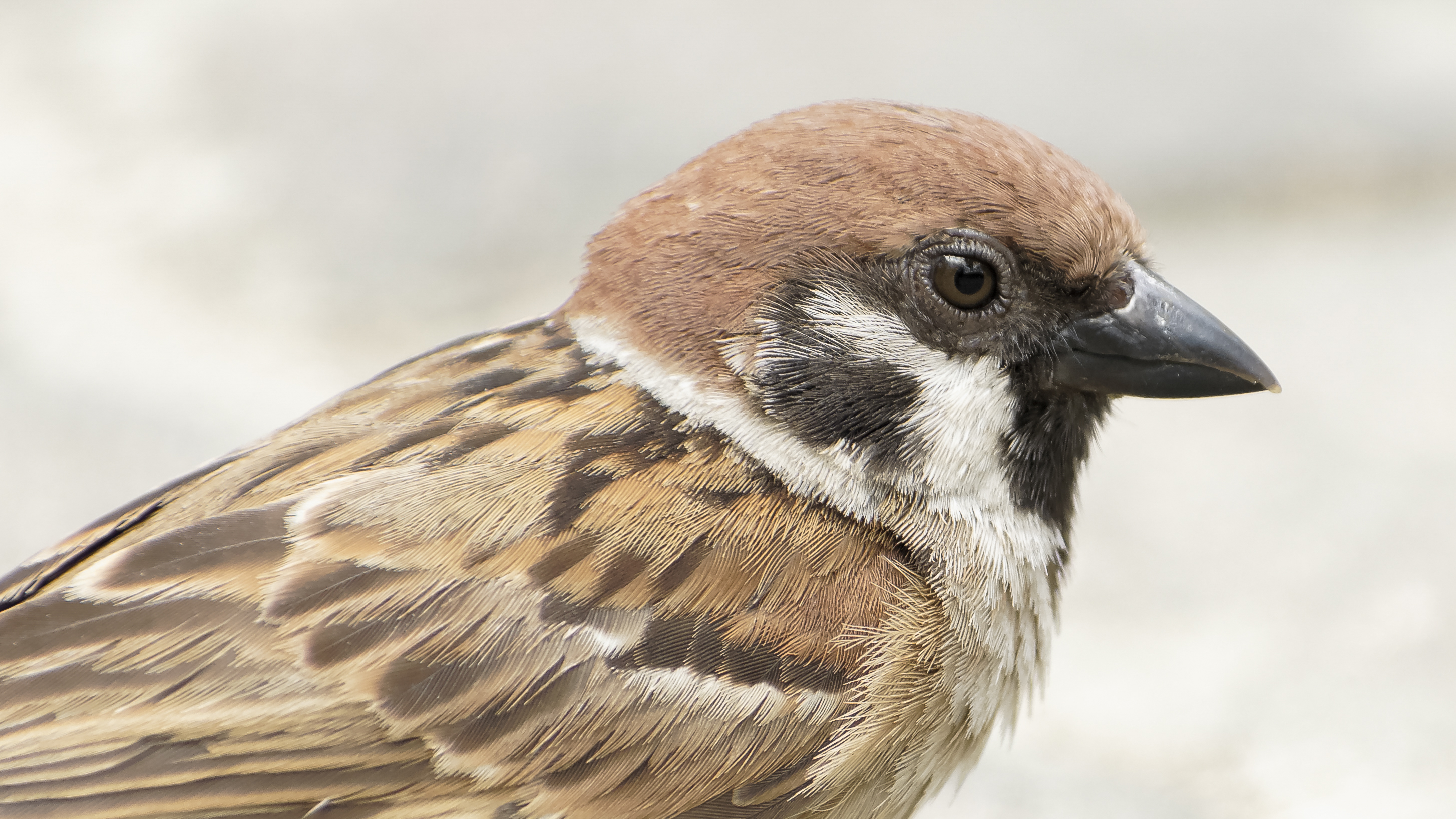
Feldsperling ssp. P. m. malaccensis in Kuala Lumpur

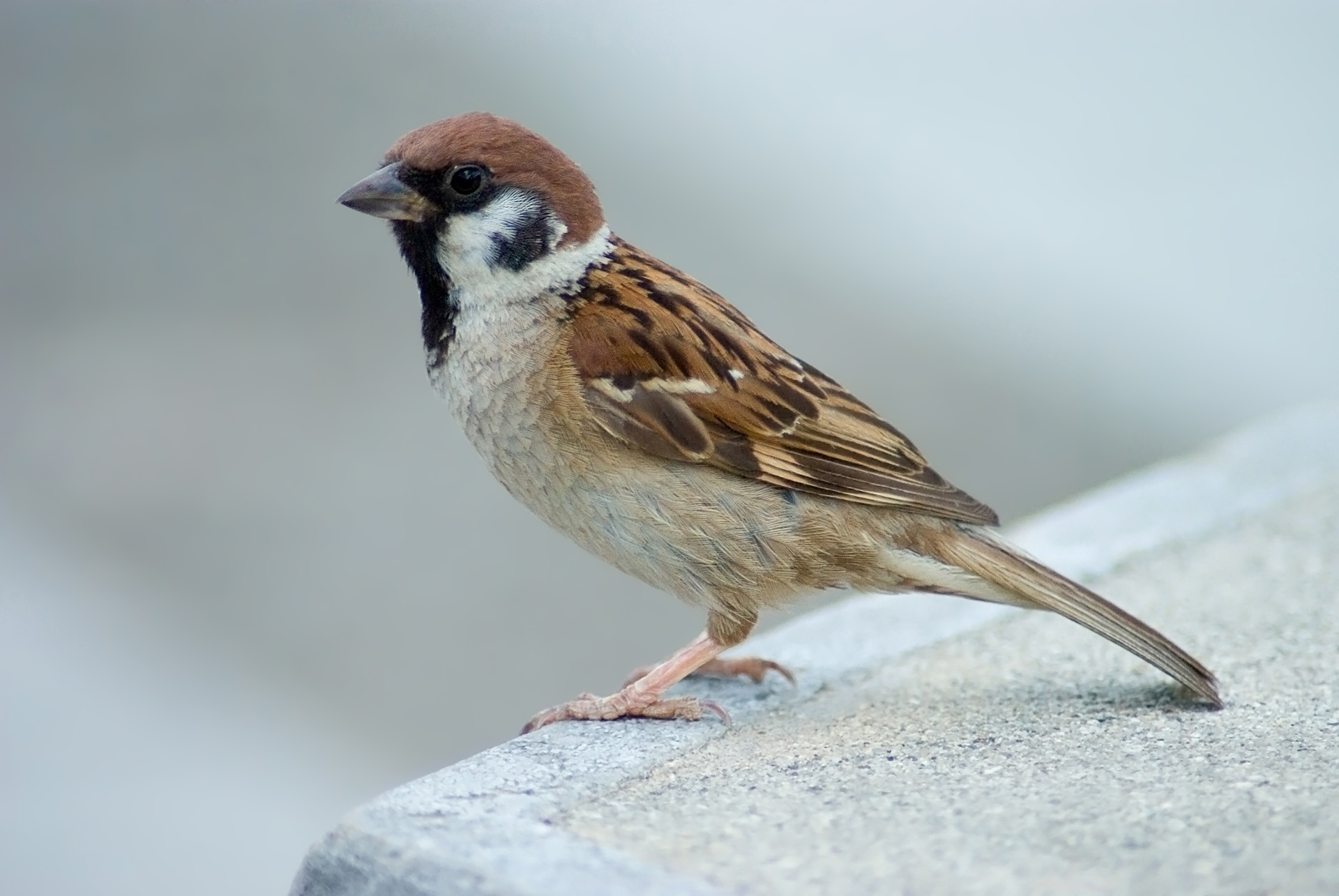
Feldsperling ssp. P. m. saturatus aus Japan

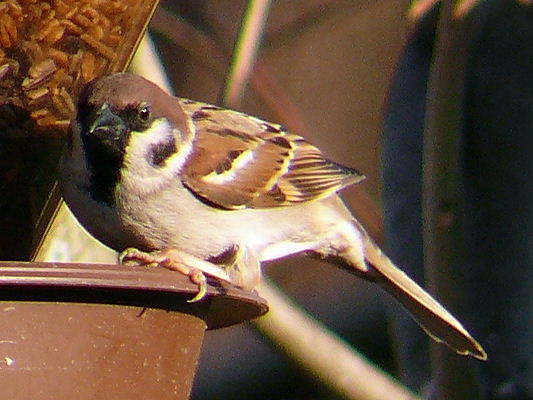
Feldsperling ssp. P. m. montanus zwischen Rottweil und Tuttlingen

- Passer montanus montanus (Linnaeus, 1758)
- Passer montanus transcaucasicus Buturlin, 1906
- Passer montanus dilutus Richmond, 1896
- Passer montanus kansuensis Stresemann, 1932
- Passer montanus tibetanus Baker, ECS, 1925
- Passer montanus dybowskii Domaniewski, 1915
- Passer montanus iubilaeus Reichenow, 1907
- Passer montanus obscuratus Jacobi, 1923
- Passer montanus malaccensis Dubois, AJC, 1885
- Passer montanus saturatus Stejneger, 1885
- Passer montanus hepaticus Ripley 1948

Die Unterart Passer montanus iubilaeus, die Reichenow im Jahr 1907 beschrieben hatte, entspricht P. m. saturatus. Auch findet man in älterer Literatur die Ssp. Passer montanus zaissanensis, die von Poljakow 1911 beschrieben wurde. Bei dieser Unterart handelt es sich um die bereits früher beschriebene Ssp. P. m. dilutus.

## Einzelbelege
1. ↑  Harrison, S. 426
2. ↑  Fry et al., S. 33
3. ↑  Fry et al., S. 32–33
4. ↑  Jon C. Barlow, Sheridan N. Leckie, Peter Pyle, Michael A. Patten: Eurasian Tree Sparrow (Passer montanus), version 1.0. In: Birds of the World. 4. März 2020, doi:10.2173/bow.eutspa.01 (birdsoftheworld.org [abgerufen am 27. Mai 2022]).
5. ↑  Fry et al., S. 32
6. ↑  Josep del Hoyo, Andrew Elliott, Jordi Sargatal, David A. Christie, Eduardo de Juana: Eurasian Tree Sparrow (Passer montanus). In: Handbook of the Birds of the World Alive. Lynx Edicions, 2013, abgerufen am 25. Oktober 2018.
7. ↑  Massam, Marion: Sparrows. In: Farmnote No. 117/99. Agriculture Western Australia, archiviert vom Original am 12. August 2008; abgerufen am 1. Februar 2009.
8. ↑  Fry et al., S. 33
9. ↑  Fry et al., S. 34
10. ↑  Fry et al., S. 34
11. ↑  Michael Kuhn: Feldsperlinge Passer montanus nutzen im Rheinland Rohrtraversen von Mittelspannungs-Freileitungen zur Brut. Charadrius 59, H. 2, 2023: 75-82
12. ↑  Hans G Bauer, Einhard Bezzel, Wolfgang Fiedler: Das Kompendium der Vögel Mitteleuropas. Alles über Biologie, Gefährdung und Schutz: Passeriformes - Sperlingsvögel. AULA-Verlag 2005: S. 459
13. ↑  Harrison, S. 426
14. ↑  Fry et al., S. 34
15. ↑  Fry et al., S. 34
16. ↑  Passer montanus in der Roten Liste gefährdeter Arten der IUCN 2017. Eingestellt von: BirdLife International, 2016. Abgerufen am 19. Oktober 2024.
17. ↑  Species trends:Passer montanus. In: PanEuropean Common Bird Monitoring Scheme. European Bird Census Council, abgerufen am 1. Juni 2025.
18. 1 2  Thomas Brandt, Heidi Ellersiek,
Eckhard Gottschalk, Michael Lierz, Christoph Müller, Sven Trautmann: Feldsperlingsbestände
weiter im Rückgang. In: Der Falke. Band 5/2025.
19. ↑  Christoph Grüneberg, Hans-Günther Bauer, Heiko Haupt, Ommo Hüppop, Torsten Ryslavy, Peter Südbeck: Rote Liste der Brutvögel Deutschlands, 5 Fassung. In: Deutscher Rat für Vogelschutz (Hrsg.): Berichte zum Vogelschutz. Band 52, 30. November 2015.
20. ↑  Torsten Ryslavy, Hans-Günther Bauer, Bettina Gerlach, Ommo Hüppop, Jasmina Stahmer, Peter Südbeck & Christoph Sudfeldt: Rote Liste der Brutvögel Deutschlands, 6. Fassung. In: Deutscher Rat für Vogelschutz (Hrsg.): Berichte zum Vogelschutz. Band 57, 30. September 2020.
21. ↑  Vor 58 Jahren – Gewaltige Spatzenausrottung in China (Memento des Originals vom 9. August 2017 im Internet Archive)  Info: Der Archivlink wurde automatisch eingesetzt und noch nicht geprüft. Bitte prüfe Original- und Archivlink gemäß Anleitung und entferne dann diesen Hinweis.